# ILLEGAL RARE
『ILLEGAL RARE』（イリーガル・レア）は、椎橋寛による日本の漫画。『週刊少年ジャンプ』（集英社）において、2014年11号から同年41号まで連載された。「違法稀少種（イリーガル・レア）」と呼ばれる種族の闇取引が横行する世界を描くクライムアクション。話数カウントは「#○」。

## あらすじ
違法希少種（イリーガル・レア）と呼ばれるもその珍しさゆえに狩りの対象になり更に珍しくなっていく幻獣たち。彼らを守るため警察内に希少種犯罪対策課が発足。治安の悪い犯罪都市・スカァシティを舞台に黒吸血鬼・アクセルが躍動する。

## 登場人物

### 希少種犯罪対策課
アクセル
本作の主人公。稀少種犯罪対策課所属。黒吸血鬼の王で、狩られた同胞の奪還を目指す。
外見は人間の青年だが、年齢は優に300歳を超える。普段は極度の方向音痴であり、ついたあだ名は「オンチ君」。王らしく言動は尊大でマイペースだが、意外と気さく。紅茶が好き。
300年前から100年の間すべての吸血鬼の頂点に君臨していたが、デルメザに王位を追われその後200年間恋人を探し続けながらもハンターたちから逃れて生き延び、ナズナとの出会いをきっかけに施設を設立したという経緯を持つ。
ミラ
稀少種犯罪対策課に所属する人魚。水分をとることで、非常に美しい声を発する。
「歌姫」と呼ばれていたが実際はレコード会社に監禁されており、さらにオークションにかけられそうになったところをアクセルに助けられ、希少種犯罪対策課の広報係の職に就く。恩人のアクセルに恋心を抱く。当初はアクセルを様付で呼んでいたが、同僚ということで呼び捨てで呼ぶようになる。
フクメン
稀少種犯罪対策課所属課長。その名の通り覆面をかぶった謎の男。
絶滅寸前の幻獣狩りを警察が食い止められないことに憤り、希少種犯罪対策課を設立する。
カワサキ
殺人課兼稀少種犯罪対策課所属下っ端の刑事。
正義感は強いが、ギャンブル好きが高じて借金苦に陥っているため職務との板挟みで苦悩することもある。また、車好きで運転も得意。競馬好きなので馬のことにもやたらと詳しい。
ナヴィ
ガーゴイルの少女。監視カメラのみならずスピーカーなどいろいろなものをジャックする能力を持つ。
凄腕のハッカーで、スカァシティの裏案内人をしている。「幻龍城」のスラム街で引きこもり生活をしていたが、違法希少種の画像を盗撮したことがばれて殺し屋に狙われ、アクセルとカワサキに救出されて対策課の一員となる。

### 保護施設の住民
ナズナ
カーバンクルの少女。施設では料理担当。
アクセルが初めて助けた希少種で、共に施設を立ち上げた最も古い仲間。中東の石油王に目をつけられ、デルメザによって施設から誘拐されてしまうが、アクセルたちによって無事救出された。
ノヴァ
ミラの妹の人魚。誘拐された姉を助けてもらうようフクメンに依頼、救出後は二人で施設の風呂付の部屋で暮らす。
ジューク
一角獣の少年。
人間の両親に育てられていたが、ドラッグハンターに命を狙われたところを希少種犯罪対策課に救われ、以降は自分の力を知るために施設での暮らしを選ぶ。女性に対してかなり積極的で、ノヴァに一目ぼれしている。

### 市長とその仲間
マーダック
スカァシティの市長。「鉄の麗人」と称される美女。
希少種のコレクターでもあり、市長直属狩人師団（ハンター・ディヴィジョンマーダック）を組織している。黒髪のおかっぱ頭だが実は鬘で、その下には長い白髪が隠されている。
正体は前スカァシティ市長アモン・マーダックとベーゼとの間に儲けた子であり、髪の色は母からの遺伝。黒吸血鬼への異常な執着や吸血鬼コレクションは、自分を置いて行方をくらました母を見つけ出すという目的によるものだった。アクセルが希少種犯罪対策課が自分の望みをも叶えると宣言したこともあってか自分自身を見直すようになり、デルメザの死後に逮捕されるがその前に施設を襲わないように根回しした。
メディチ
ハンターの斡旋業を営む「闇ブローカー」兼闇質屋（ダークポーン）。スカァシティの裏路地で質店「montes pietatis」を営む。裏社会の重要人物でナヴィに次ぐ情報通。自身もコレクターで「驚異の部屋」の完成を目指している。アクセルの活躍で希少種市場が縮小したことでスカァシティから撤退し新天地へと向かう。読切「DARK PAWN -闇の質屋-」の登場人物でもあり、この時は東方大歓楽街で開業していた。
カムリ
メディチの弟子。闇の商品「成長するぜんまい人形」であり、赤ん坊のころメディチに拾われた。読切「DARK PAWN－闇の質屋―」にも登場する。
ウィズシヴァー
市長直属狩人師団の一員。完璧純銀（パーフェクトシルバー）の加工人。
純銀製の武器のほか、右手を含む半身が銀でできている。オークション会場でアクセルと交戦、銀を体内に流し込み重傷を与えたが右腕をへし折られて敗北した。
叉鬼の葵雅（またぎのあをが）
東洋のビーストハンター。銃を武器とし、気配を消す技術に長ける。市長の部下の中では新入りであるため、忠誠心は薄い。
ケット・シーを手に入れるためISETAMAを襲撃するが、カワサキの機転によりアクセルに叩きのめされ逮捕された。
フレイア
市長直属狩人師団幹部。日光を集めて火の玉を作り出し、それを星座のように並べて攻撃を放つことのできる杖を扱う。
デルメザ
市長直属狩人師団幹部。マードックの父の代から仕えている。漆黒の球体にまたがり、足で日本刀を振るう。
かつては黄金吸血鬼王と呼ばれた存在で、アクセルが王になるまでは吸血鬼の頂点に立っていたが、カリスマ性を失い幽閉されていた。200年前、アクセルの血を呑み最強の吸血鬼となって他の吸血鬼たちを殲滅し、生き残った吸血鬼たちからは「悪夢(ナイトメア)」と呼ばれるようになる。最強の存在になったことで「この世の全ての生き種をもてあそぶ者となろう」と考え、アクセルをあえて殺さずに逃して苦しむさまをドラマを見るように楽しんでいた。市庁舎最奥部での戦いでは終始対策課メンバーたちを圧倒していたが、アクセルが白吸血鬼の血を呑んでさらなる力を手にしたことで形勢を逆転され、心臓をえぐり出されたことで肉体が灰と化して死亡した。
アモン・マーダック
マーダックの父。

### 吸血鬼とその仲間
ロマンス
青吸血鬼王。旧ブルーロマンス王国の君主。アクセルの古い友人。
ラピュータとは一緒にイタズラを仕掛けるなど仲が良かったようだが、彼の救援に向かった際にデルメザに重傷を負わされ地下に潜伏する。アクセルと数百年ぶりの再会を果たしてしばらく後、市長の手先に城を襲撃される。敵は撃退したもののアクセルの使節も襲われている可能性も考慮してスカァシティを訪れる。
ゲン君
玄武亀。ロマンスの部下。
オペラ
赤吸血鬼王。元は黄金吸血鬼王に仕えていた。ベーゼに想いを寄せていたが彼女とアクセルが相思相愛であることに嫉妬し、デルメザにアクセルの血を渡し惨劇を引き起こすきっかけを作ってしまう。
ラピュータ
緑吸血鬼王。デルメザ復活の翌日襲撃を受け、配下ともども全滅した。
グレイ
灰吸血鬼王。吸血鬼の王国が崩壊して以降の動向は不明だったが、新天地で開店していたメディチの前に姿を現した。
ベーゼ
白吸血鬼の姫。アクセルとは相思相愛だったか、デルメザによって連れ去られ「剥製」となる。長きに渡り人の手を転々としていたが、アモン・マーダックの手に渡った際に呪縛を解かれて蘇生、彼と子をなしたが5年後に失踪し行方不明となる。

### その他登場人物
ガルゴ
ウェアウルフの男。「デスパンチ」というギャング団のリーダー。自在に変身をコントロールできる。
人間に騙され、父親を殺されている。ハンターに集団で襲われたところをアクセルと共闘して退けた。保護施設には身を寄せず一匹狼となる道を選ぶが、たまに施設にも顔を出している。
ディシェイド
ケット・シーの少年。ISETAMA社長。
目が利く才能を活かし、露天商から身を立て有名百貨店を展開した。葵雅に襲撃され店舗が燃やされてしまったが、再起を誓う。

## 用語
違法希少種（イリーガル・レア）
かつて怪物や幻獣と呼ばれ畏れられながらも、中世におけるモンスターハントの流行で狩りの対象となった生物のこと。公には狩猟が禁じられているものの密猟者は後を絶たず、絶滅危惧種でも「害獣指定」によって狩猟が許可されることもある。
吸血鬼（ヴァンパイア）
種族ごとに異なる性質を持ちその王を色分けして呼ぶ。人間の血を吸い、その相手を吸血鬼とすることで数を増やす。血が濃くなりすぎると死ぬため、基本的に吸血鬼同士の純血交配は行わないが、交配に成功すると減法混合の要領で新たな色の混血種が誕生する。200年以上前には黒を頂点に、赤・青・緑・灰の四王が君臨していたほか、白・黄金といった種も存在していた。死ぬと灰になるという特徴がある。王は薔薇を紋章とし、自らの種族の紋章と組み合わせている。
黒吸血鬼（ブラックヴァンパイア、Black Vampyr）
レアSランク。王はアクセル。「至高の雑種」と呼ばれ、度重なる純血交配の結果奇跡的に誕生した個体。「幻獣モード」での反射神経・運動神経・身体能力は他種の吸血鬼を遥かに凌駕する。口にした血液から思念を追う能力を持つ。一日ですべて生え変わる牙は抜牙後も成長し続け、それを加工して武器とすることで戦う。しかし、あらゆる吸血鬼の弱点を併せ持ち、例として銀が弱点。日光も苦手だが浴びただけで消滅するようなことはない。
青吸血鬼（ブルーヴァンパイア）
レアA⁺⁺ランク。王はロマンス。爪は非常に鋭く、その軌道上の空気が氷結し鞭のようにしなるほど。日光が苦手。
茶吸血鬼（ブラウンヴァンパイア）
黒吸血鬼によく似た亜種。最大数の主だが、最弱で不老不死ではない。
人魚（にんぎょ、Diva Mermaid）
レアBランク。世界で50体生息する絶滅危惧種。人の姿では声を失い、水に触れると半人半魚の姿となり美しい歌声を響かせる。水を飲めばしばらく話すことができる模様。血肉は不老不死の秘薬とされ乱獲される。
ウェアウルフ（Warewolf）
レアCランク。世界で28匹以下の絶滅危惧種。「害獣」の代表格で、満月の夜は強制的に狼の姿となり凶暴性も増す。中にはガルゴのように自分の意思で変身をコントロールできる個体もいる。銀の鎖によって動きを封じられるという弱点を持つ。
クロコッタ人
ライオンとハイエナと人の混血種。
一角獣（ユニコーン）
レアAランク。角の生えた馬で、理性を失うと狂暴化する。人間をとることもできる。鬣は炎症、肝臓はガン、血液は心臓病というように全身が万病に効くため医療関係者に取引される。30年前に死亡率45％を誇るギレス菌の大流行で、現存個体の約7割が乱獲された。
ガーゴイル
教会の上に座る悪魔の石像。世界の監視者で千里眼奪取（サードアイズ・ジャック）という監視カメラをジャックする能力を持つ。翼はあるが飛べない。
玄武亀
玄武に似た巨大な東洋幻獣。
ケット・シー
レアAランク。人の言葉を操る妖精猫。商売上手。人間に化けることも可能で、まれに王国を作ることもある。
カーバンクル
レアA⁺ランク。燃える石炭の如く輝く宝石を額に乗せた小動物。人型をとることもできる。宝石には魔力が宿り自分や他人の周囲に一定時間「シールド」を張ることができる。
ルサ・ルカ
レアB⁺ランク。凍った川の妖精。「レア美少女スリーカード」の一体とされる。
モーラ
レアC⁺ランク。心臓を食べる少女の夢魔。「レア美少女スリーカード」の一体とされる。
ローン
レアCランク。アザラシの皮をかぶる妖精。「レア美少女スリーカード」の一体とされる。
スカァシティ
作品の舞台である世界最大の希少種市がある犯罪都市。世界でも有数の賭博街としても有名。
幻龍城（げんりゅうじょう）
巨大カジノ街。街の発展に寄与する一方で、格差を助長する原因ともなっており、華やかなタワーの下にはスラム街が広がる。
ブルーロマンス王国
市の中心部から120㎞程の場所にある、ロマンスが治めていた小国。

## 書誌情報
- 椎橋寛 『ILLEGAL RARE』 集英社〈ジャンプ・コミックス〉、全4巻（2014年11月4日現在）
  1. 「SCARCITY」2014年6月9日第1刷発行（6月4日発売[集 1]）、ISBN 978-4-08-880129-2
  2. 「CROSS」2014年8月9日第1刷発行（8月4日発売[集 2]）、ISBN 978-4-08-880156-8
  3. 「Dxxl.mexxA」2014年10月9日第1刷発行（10月3日発売[集 3]）、ISBN 978-4-08-880197-1
  4. 「MARDUK」2014年11月9日第1刷発行（11月4日発売[集 4]）、ISBN 978-4-08-880226-8

## 前身
DARK PAWN -闇の質屋-
『週刊少年ジャンプ』2013年21号に掲載された。